# Hybolabus azuripennis
Hybolabus azuripennis là một loài bọ cánh cứng trong họ Attelabidae. Loài này được Voss miêu tả khoa học năm 1925.